# La Ermita, Zacapoaxtla
La Ermita är en ort i Mexiko.   Den ligger i kommunen Zacapoaxtla och delstaten Puebla, i den sydöstra delen av landet, 170 km öster om huvudstaden Mexico City. La Ermita ligger 1 944 meter över havet och antalet invånare är 103.
Terrängen runt La Ermita är lite bergig. Runt La Ermita är det ganska tätbefolkat, med 129 invånare per kvadratkilometer. Närmaste större samhälle är Zaragoza, 10,0 km söder om La Ermita. Omgivningarna runt La Ermita är en mosaik av jordbruksmark och naturlig växtlighet.